# Corro via
Corro via è il sesto album italiano di Paolo Meneguzzi.

## Il disco
Nell'album sono inseriti i due brani che il cantante italo-svizzero ha portato rispettivamente a Sanremo (Grande) e all'Eurovision Song Contest per la Svizzera (Era stupendo).
Tutti i brani dell'album vedono la partecipazione di Gatto Panceri per la composizione di musiche e testi, ad eccezione di Era stupendo (scritta da Paolo Meneguzzi e Vincenzo Incenzo).

## Tracce
1. Anche se non vuoi – 3:26
2. Grande – 3:48
3. Era stupendo – 3:31
4. Vai via – 3:23
5. Corro – 3:02
6. Mai più qui – 3:31
7. Un giorno che non va – 3:26
8. Volo libero – 3:23
9. Vicina come un angelo – 3:46
10. Da troppo tempo – 3:20
11. Abbiamo perso – 3:34
12. Angeli – 3:27

## Formazione
- Paolo Meneguzzi – voce
- Cesare Chiodo – basso
- Alfredo Golino – batteria
- Erik Libdom – tastiera, programmazione, pianoforte, chitarra
- Giorgio Secco – chitarra acustica, chitarra elettrica
- Matthias Brann – pianoforte, programmazione
- Lele Melotti – batteria
- Luca Scarpa – pianoforte
- Lalla Francia, Luana Heredia, Moreno Ferrara, Silvio Pozzoli – cori

## Classifiche
| Paese    | Posizione massima |
| -------- | ----------------- |
| Italia   | 8                 |
| Svizzera | 11                |